# Adan Puschmann
Adan Puschmann (Görlitz, 1532 - Wroclaw llavors Breslau, 1600) fou un músic alemany.
En un principi tenia l'ofici de sabater, més tard aprengué música i el 1570 fou nomenat cantor de Görlitz.
La seva obra principal és el Gründlicher Bericht des deutschen Meister-Gesangs (Görlitz, 1571). El 1906 G. Munzer publicà la interessant col·lecció Singesbuc, treta de la col·lecció de Puschmann amb el qual s'hi troben melodies originals de Martin Behaim i de Hans Sachs. Segons Hoffmann, deixà un oratori titulat, Jacob i Josep.